# Sazeray

Sazeray este o comună în departamentul Indre, Franța. În 1 ianuarie 2022 avea o populație de 296 de locuitori.